# أوستن بيك
أوستن بيك (بالإنجليزية: Austin Peck) هو عارض ولاعب كرة قدم أمريكية وممثل أمريكي، ولد في 9 أبريل 1971 بهونولولو في الولايات المتحدة.

## وصلات خارجية
- أوستن بيك على موقع IMDb (الإنجليزية)